# Cultura de la Antigua Roma

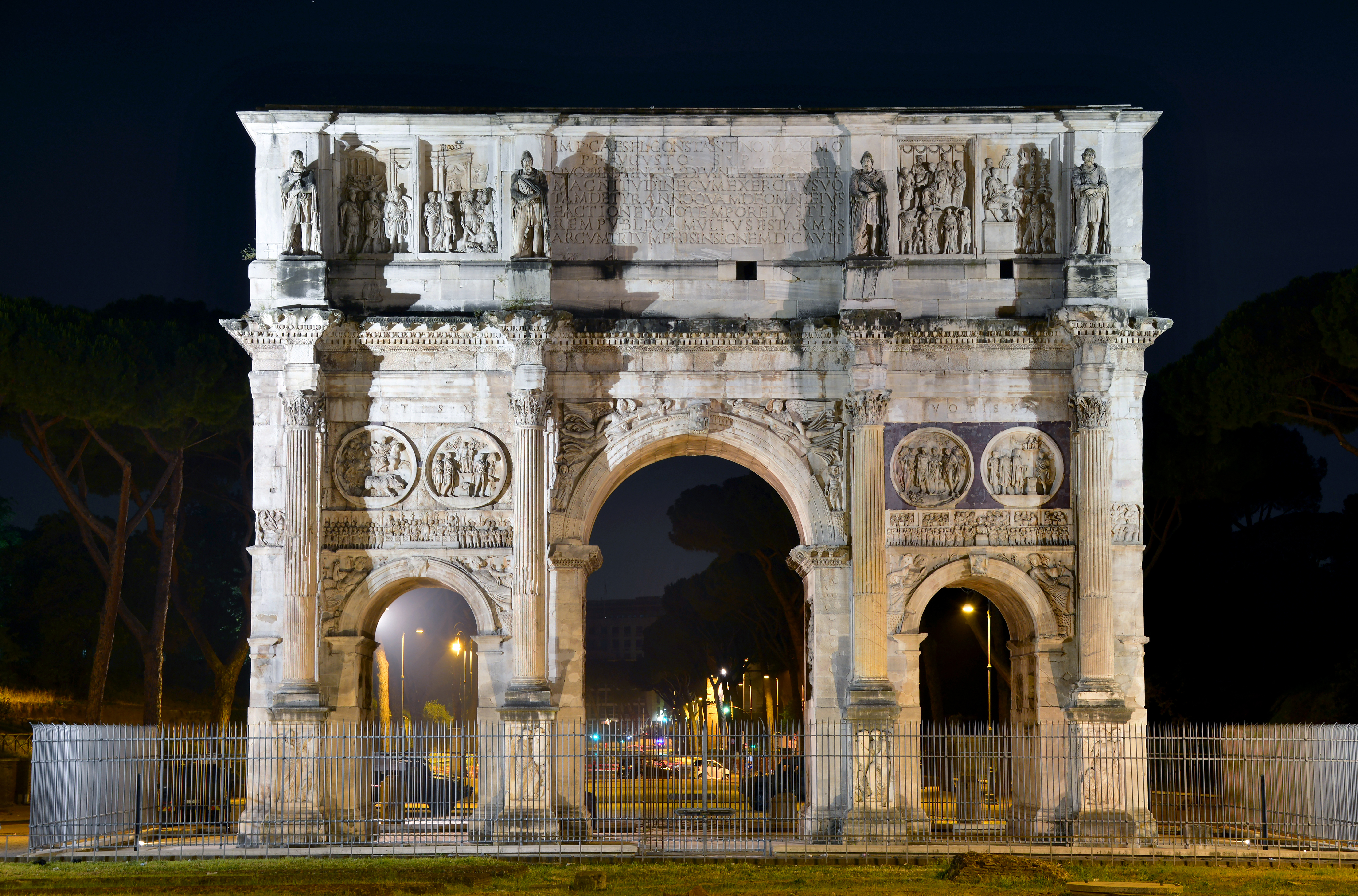
Vista actual del Arco de Constantino.

La cultura de la Antigua Roma, también llamada cultura latina, incluye un conjunto de creencias, tradiciones, costumbres, usos, creaciones literarias y lúdicas, desarrolladas a partir del siglo VII a. C. por los pueblos latinos hasta entrado el siglo V. El desarrollo de esta cultura estuvo influido por la cultura griega, culturas locales y las culturas desarrolladas en Oriente Próximo (Mesopotamia y Egipto), que contribuyeron a formar la cultura y el arte de los romanos. Igualmente debe tenerse presente que la sociedad romana era eminentemente agraria, y el sector primario era el que ocupaba a la mayor parte de las personas; la población urbana si bien era responsable principal de ciertas manifestaciones, en realidad era minoritaria dentro de la sociedad romana.
Uno de los factores que más contribuyó a la universalización de la cultura romana, que de pronto fue la de todo el imperio, fue el uso de las lenguas clásicas (el latín y el griego helenístico) como lenguas intergrupales entre todos los pueblos sometidos a Roma.

## Arte
Las primeras manifestaciones del arte romano nacen bajo el influjo del arte etrusco, enseguida contagiado del arte griego, que Roma conoció en las colonias de la Magna Grecia del sur de Italia, las cuales conquistó en el proceso de unificación territorial de la península durante los siglos IV y III a. C. La influencia griega se acrecienta cuando, en el siglo II a. C., Roma ocupa Macedonia y Grecia.

## Lengua y cultura letrada

### Lenguas del imperio
El latín de la ciudad de Roma se impuso a otras variedades de otros lugares del Lacio, de las que apenas quedaron algunos en el latín literario. Esto hizo del latín una lengua con muy pocas diferencias dialectales, al contrario de lo que pasó en el idioma griego. Podemos calificar, pues, al latín de lengua unitaria. En la mitad oriental aunque el griego aunque siguió manteniendo variantes regionales, en gran medida, estas fueron desplazadas por el griego helenístico.
Es importante, considerar la demografía, la mitad oriental del imperio tenía una economía más desarrollada (ver economía del imperio romano) y una densidad de población más alta. Como el griego en general no fue desplazado por el latín, durante toda la época imperial el griego helenístico tuvo más hablantes que el latín, que era la lingua franca sólo en la mitad occidental del imperio, cumpliendo esta función en la mitad oriental el griego. Considerando la población del imperio el número de hablantes de latín debió estar entre 15 y 20 millones y era algo mayor para el griego.

### Educación y escritura
Roma introdujo el alfabeto actual en 770 A.C., importado de los griegos de Sicilia y perfeccionado después. Se escribía con una tachuela en bronce (scríbere) o se pintaba (línere o píngere) sobre una hoja (folium) vegetal, sobre cortezas (líber, de donde viene la palabra española "libro") o maderas (tábula o tabla, álbum o madera 'blanca') y más tarde sobre cobre (aes) y sobre lienzos.
La palabra "escritura" procede de scriptura, que era la marca que se hacía al ganado que se enviaba a pastar.
Una de las características de la escritura romana es que el sonido de la vocal u se conseguía con la letra v. Por ejemplo "Avgvstvs" se pronunciaba Augústus.
No se conoce con precisión la tasa de alfabetización, aunque las estimaciones coinciden en que era una minoría el número de personas que sabían leer y escribir. William V. Harris estima que la tasa de alfabetización estaría alrededor del 10 % y casi con seguridad estaría por debajo del 20 %.

## Literatura

### Teatro, poesía y prosa
En muchos aspectos, los escritores de la República romana y del Imperio romano eligieron evitar la innovación en favor de la imitación de los grandes autores griegos. La Eneida de Virgilio emulaba la épica de Homero, Plauto seguía las huellas de Aristófanes, Tácito emulaba a Tucídides, Ovidio exploraba los mitos griegos. Por supuesto, los Romanos imprimieron su propio carácter a la civilización que heredaron de los griegos. Solo la sátira es el único género literario que ya los romanos identificaron como específicamente suyo. La prosa se utilizaba para la oratoria política, la filosofía o la historia, pero hubo algunos ejemplos de prosa literaria de ficción, como El asno de oro de Apuleyo.

### Filosofía
La filosofía romana o latina es la filosofía desarrollada en la Antigua Roma, en textos de lengua latina y de lengua griega.
El pensamiento romano o latino se caracterizó por evitar la especulación pura y la búsqueda del pragmatismo y el eclecticismo, priorizando la filosofía práctica (ética y filosofía política) frente a la filosofía teórica (metafísica, lógica y epistemología). Su identificación con una extensión de la filosofía griega (filosofía greco-romana, como el resto de los rasgos de la civilización greco-romana) es un tópico cultural, iniciado en su propia época.

## Derecho
La verdadera innovación de los romanos fue la sistematización y la enseñanza del derecho, que no existía entre los griegos.
El derecho romano, es uno de los grandes aportes de Roma como civilización, supuso la primera recopilación científica de las normas para las que deben regirse las relaciones de los ciudadanos en todos los aspectos fundamentales: privados y públicos, familiares, laborales, etc. A partir de Augusto la ciencia del derecho tuvo una gran importancia y hubo notables jurisconsultos, como Gayo, Ulpiano y Papiniano. Los jurisconsultos romanos distinguían entre los siguientes:
- Ius publicum (derecho público) que regulaba las relaciones entre los ciudadanos y el Estado;
- Ius privatum (derecho privado) que regulaba las relaciones de los ciudadanos entre sí;
- Ius getium (derecho internacional) que regulaba las relaciones entre los distintos pueblos.

## Ciencia y tecnología
La ciencia en la Antigua Roma no conoció un desarrollo importante en Roma en el campo de la teoría o de la investigación pura, limitándose los autores romanos a recopilar conocimientos anteriores.
El De divinatione de Cicerón (44 a. C.), que rechaza la astrología y otras técnicas supuestamente adivinatorias, es una rica fuente histórica para conocer la concepción de la cientificidad en la antigüedad romana clásica.
Plinio el Viejo (23–79) recopiló en su Naturalis Historia la ciencia en la Antigua Grecia. A pesar de que la ciencia en la Antigua Roma no tuvo el mismo desarrollo que en la cultura helénica, fue una civilización con enormes avances en cuanto a la sistematización y organización del conocimiento clásico.
Los romanos se destacaron en la tecnología aplicada, sobre todo en agricultura, obras públicas y tecnología militar: molinos hidráulicos, sistema de calefacción central y aislamiento contra la humedad de las viviendas; catapultas, ballestas, torres de asalto instaladas sobre ruedas; faros en los puertos y, sobre todo, un sistema de construcción de calzadas, con firme de piedra amalgamada con mortero, bordillos y zanjas de desagüe, que han permitido que aún se conserve gran parte del trazado viario romano. El desarrollo de la ingeniería en instrumentos de alta construcción, como poleas, grúas, molinos, así como el desarrollo del arco en la arquitectura establecen precedentes en la forma de concebir la tecnología y la ciencia aplicada. La organización de las ciudades y el establecimiento de nuevos mecanismos de transporte y comunicación son también parte de sus desarrollos ingenieriles. Destaca el trabajo de Plinio, el viejo como un heredero de la filosofía natural helénica, quien recopila en más de 37 volúmenes y textos diversas observaciones de la filosofía natural en latín. Claudio Ptolomeo en Almagest describe un modelo de movimiento planetario, así como también su obra populariza la idea geocéntrica del universo. El establecimiento del calendario romano basado en los ciclos del sol, así como en su propia mitología son también parte de la herencia científica de Roma.

## Costumbres
En Roma tenía lugar una animada vida social y comercial. Su prosperidad económica y el hecho de ser la capital política se conjugaron para que su planta urbana se llenara de bellas estatuas, imponentes edificios, y arcos y columnas conmemorativas de los triunfos militares.

### Viviendas
Las residencias de los ciudadanos romanos dependían, como hoy, del grado de riqueza. Los Patricios y los ricos hombres de negocios (Caballeros) habitaban en villae, que tenían grandes jardines con fuentes, hermosas vistas y muy lujosas viviendas.
Los principales modelos eran dos: insulae y domus.

### Comidas
Los textos antiguos hablan de tres comidas en un día romano. 
En primer lugar, estaba el ientaculum que era el almuerzo o lo que el niño llevaba para comer en la escuela. En todo caso, era una comida ligera.
La segunda era el prandium que coincidiría con un tentempié actual. Se tomaba a la hora VII (mediodía solar) y ni se precisaba sentarse ni lavarse las manos.
La tercera comida era la cena, pero que más bien corresponde a la comida en el sentido actual, no solo por la hora (VIII en el invierno, las 12.44 hora solar; IX en el verano, las 14.31 hora solar), sino por su abundancia. En la cena se distinguían tres partes:
- gustus o gustatio que consistía en tomar unos entremeses: huevos, aceitunas, lechuga, achicoria, ajos, ostras, setas o pescado en salmuera. Bebían mulsum (vino con miel).
- cena propiamente dicha: carne y pescado de varios tipos, según la economía. Bebían vino.
- secundae mensae (postres): queso, bollos, fruta, frutos secos.

En algunos casos, después venía la comissatio (sobremesa en la que se bebía copiosamente) en la que los autores leen, cuentan cuentos, etc. Se podía alargar mucho.
La cena, por tanto, duraba horas ya que, no siendo en los balnearios (thermae) o en el barbero, no tenían otro lugar para juntarse y matar el tiempo.
Tenían una postura para comer extraña hoy en día: tumbados sobre el lado izquierdo. El comedor se llamaba triclinium, porque eran tres lechos con el cabezal frente a una mesita cuadrada. El lecho que no tenía a otro enfrente (lectus medius) era el principal; le seguía en importancia el que estaba a su izquierda (lectus summus). Pero con el tiempo la mesita se hizo redonda y los tres lechos se hicieron un único lecho en forma de media luna. Esa mesita se llamaba repositorium. Las mujeres romanas comían con sus maridos, no como en Grecia. Y los esclavos solo se ponían a la mesa con los amos en algunos días de fiesta, por ejemplo, durante las saturnalia.
En el repositorium se posaba la comida que ya venía cortada de la cocina. E inicialmente se tomar con los dedos. La buena educación de cada uno se veía en tomar la comida con las puntas de los dedos sin mancharse la mano ni la cara. Los restos se tiraban al suelo. Al terminar la comida, los comensales podían llevar algo de la comida sobrante para la casa.
Los esclavos suplen las incomodidades de no tener aún un cubierto para pinchar con un constante servicio de agua y toalla para lavar las manos reiteradamente. Cuando uno iba invitado a la casa de otro, llevaba su propio esclavo para estos servicios.
Lo que si tenían los comensales era cuchillo (culter), palillos y cucharas de varios tipos, desde el cucharón (trulla), la cuchara de un centilitro de capacidad (lígula) y la cucharita afilada (cochlear) con la que abrían huevos y mariscos de concha.
No obstante lo anterior es aplicable a las personas de alta clase. Los más pobres y humildes sí que comían sentados y cosas más sencillas.

### Vestimenta
En Roma la vestimenta distinguía y diferenciaba a las clases sociales. Por ejemplo, solo los senadores romanos usaban el calceus, zapato propio de esta casta.
A pesar de las similitudes entre griegos y romanos, estos últimos poseían una característica específica: la ropa tenía un profundo significado político. Los jóvenes, al cumplir 21 años, usaban la toga —amplio manto de lana o hilo, símbolo del hombre libre— sobre la túnica. En la toga se colgaban los distintivos del grado político que el ciudadano adquiría a lo largo de su trayectoria. 
Las mujeres romanas, como las griegas del periodo clásico, usaban una túnica y un amplio manto rectangular conocido como palla. La túnica o estola fue el reflejo de las influencias etruscas (sencillez en las líneas y en los colores). 
Más tarde el contacto de esta civilización con culturas orientales y el crecimiento del concepto de la elegancia fueron modificando el atuendo. Las túnicas se confeccionaron con telas más suaves y ligeras, de colores más variados e intensos. Este hito sucedió también con la ropa masculina después de la caída del Imperio Romano de Occidente, donde las influencias bizantinas entraron marcando la elegancia en las togas y túnicas. 
Bordados de oro y piedras preciosas adornaron las elegantes y refinadas telas que caían en profundos pliegues. Sin embargo, el vestuario romano popular casi no varió. Ellos siguieron vistiendo la túnica tosca y la capa con gorro de lana en invierno, y de algodón durante el verano.

## Fases vitales

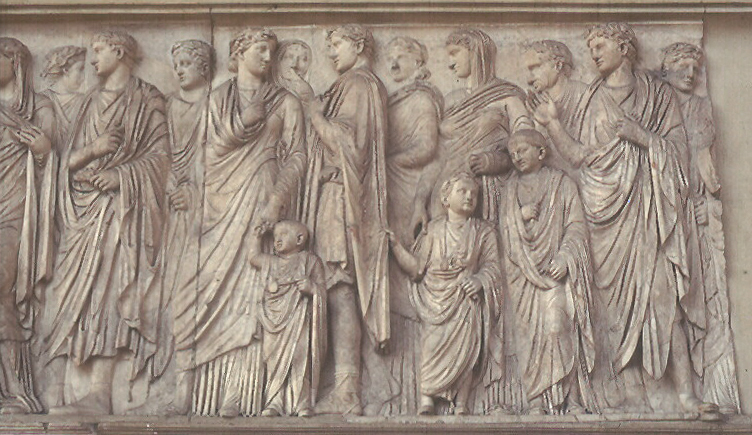
Miembros de la familia imperial de distintas edades representados en el Ara Pacis.

Para Marco Terencio Varrón (siglo I a. C.), las fases vitales en Roma comenzaban con la categoría de puer ("niño", 0-15 años), seguía la adulescentia (adolescencia, 15-30) y la iuvena ("juventud", 30-40). En cambio, para Isidoro de Sevilla (siglo VII) comienzan con una primera infancia (0-7) que precede a la pueritia (7-14), la adolescencia dura hasta los 28 años y la juventud se prolongaba hasta los cincuenta. La madurez y la senectud no se contemplan en estas clasificaciones.
El nacimiento y la muerte tienen en Roma, como en todas las culturas, particulares significados antropológicos.

### Muerte

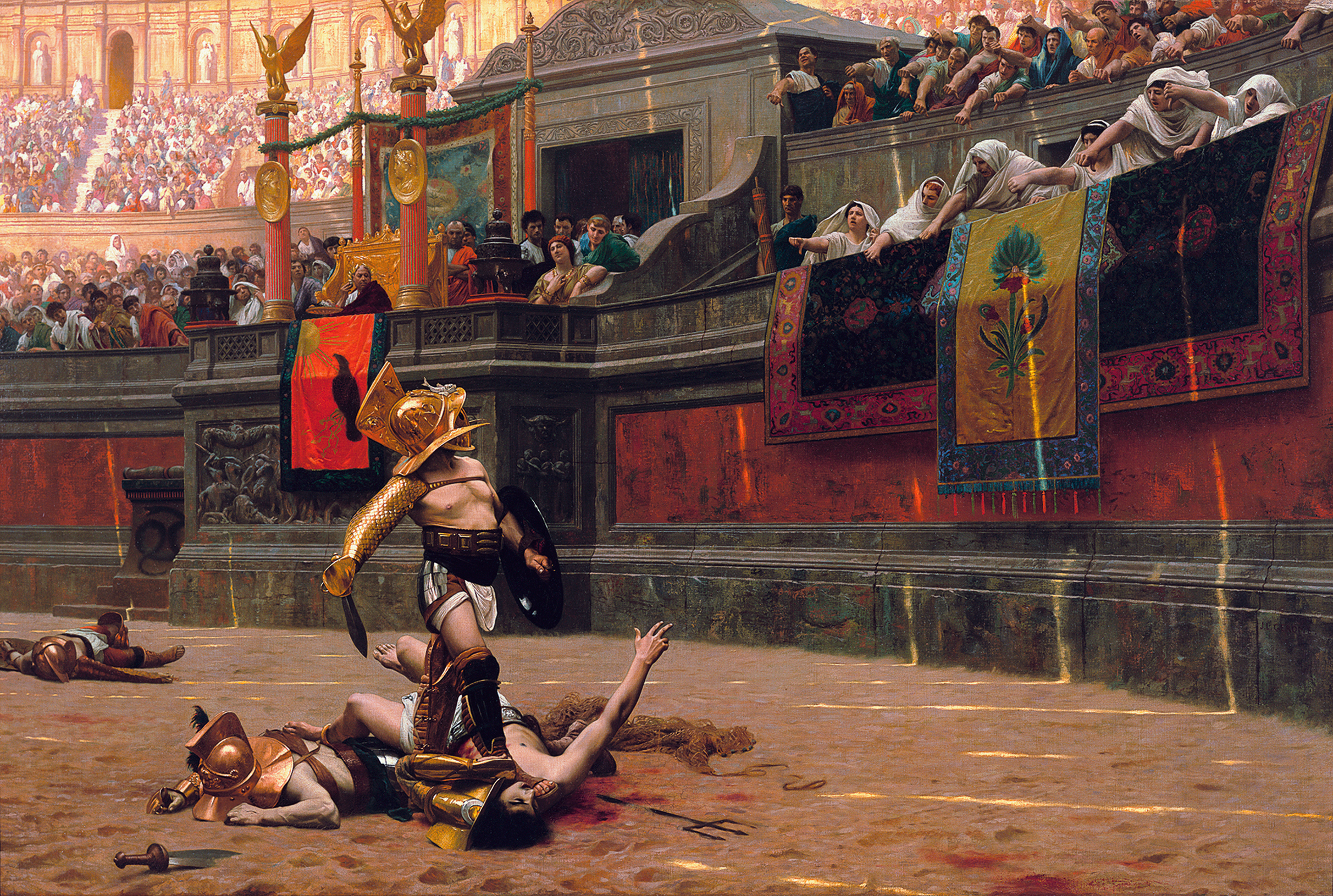
Gladiadores peleando (1872), obra pictórica de Jean-Léon Gérôme.

En la muerte los habitantes de Roma recibían un trato desigual como en vida. A los esclavos los enterraban en una fosa común o, cuando los crucificaban, los dejaban para alimento de los buitres. Era un entierro frecuente en Roma por el alto porcentaje que había de esclavos. Para el resto de la gente había dos tipos de trato: la incineración (quema del cadáver y colocación de las cenizas en una urna) y la inhumación (de humus, tierra, que era el enterramiento). Una ley de las XII Tablas prohibía realizar uno de estos ritos dentro de la ciudad.
Numa tuvo su sepulcro sobre el monte Janículo, que entonces no estaba en el recinto de la ciudad. Los reyes que le sucedieron tuvieron el suyo en el campo de Marte, entre el Tíber y la ciudad. Las vestales gozaban de la prerrogativa de ser enterradas dentro de la ciudad pero las que quebrantaban el voto de castidad eran enterradas en un campo que tomando el nombre de este pecado, fue llamado campo del delito. Los generales participaron luego de este honor que se extendió finalmente a los principales de la nación hasta que la ley de las XII tablas lo prohibió.
Naturalmente, los pobres tenían una ceremonia y un sepulcro más elemental que los ricos. Los incinerados se colocaban en los columbaria (auténticos palomares en los que cada cuadrícula recibía una urna cineraria). Los inhumados iban a las catacumbas, que eran corredores subterráneos que en las paredes tenían excavados los nichos; en Roma hay unos 40 km de corredor de este tipo excavados en piedra volcánica. Alguna vez estas catacumbas fueron refugio de cristianos perseguidos, pero no era esta su función normal, sino la de cementerio. 
El pueblo romano tuvo también hogueras públicas que se llamaban ustrinae y sepulcros comunes. Estos se llamaban putticuli y eran unos hoyos profundos a modo de pozos donde eran echados los cadáveres de la gente del pueblo. Según palabras de Horacio.
Hoc miserae plebi stabat commune sepúlcrum
Los ciudadanos ricos, nobles y los políticos ilustres tenían funerales solemnes con elogios fúnebres (laudationes fúnebres), que después la familia conservaba escritos donde el busto del difunto como prueba de aristocracia. Si el difunto tenía el ius imaginum (derecho de guardar en casa las estatuas de los antepasados ilustres) en el cortejo iban unos figurantes caracterizados con las máscaras de cera de sus antepasados y con ropas de aquellos, de modo que parecía que los muertos resucitaban provisionalmente para ir a recibir al recién llegado. El cortejo iba precedido por los libitinarii (pompas fúnebres), y llevaba músicos tocando cuernos y trompetas, gente llevando antorchas encendidas, lloronas que hacían el planto, y se cantaban naenias (cantos tradicionales de elogio al muerto). Llegado a fuera de la ciudad, quemaban el cadáver entre perfumes y flores. Cuando se consumía todo el cuerpo, recogían la ceniza, la metían en una urna y la colocaban en un monumento en el que ponían una lápida conmemorativa.
Las familias más ilustres como los Metelos, los Claudios, los Escipiones, los Servilios, los Valerios, etc. fueron enterrados a lo largo de los caminos. De aquí tomaron origen los nombres de Vía Aurelia, Vía Flaminia, Vía Lucilia, Vía Apia, Vía Laviniana, Vía Julia, etc. En la vía Apia había gran cantidad de monumentos funerarios, entre los que destaca el de Cecilia Metela que llegó en la Edad Media a ser convertido en castillo. Algunos como Cestio lo hicieron en forma de pirámide. El emperador Adriano preparó en vida un gigantesco mausoleo que llegó a ser residencia papal y que es el famoso Castillo de Sant'Angelo. También se desarrolló mucho la industria del sarcófago tallado, en ocasiones con un lujo extraordinario.

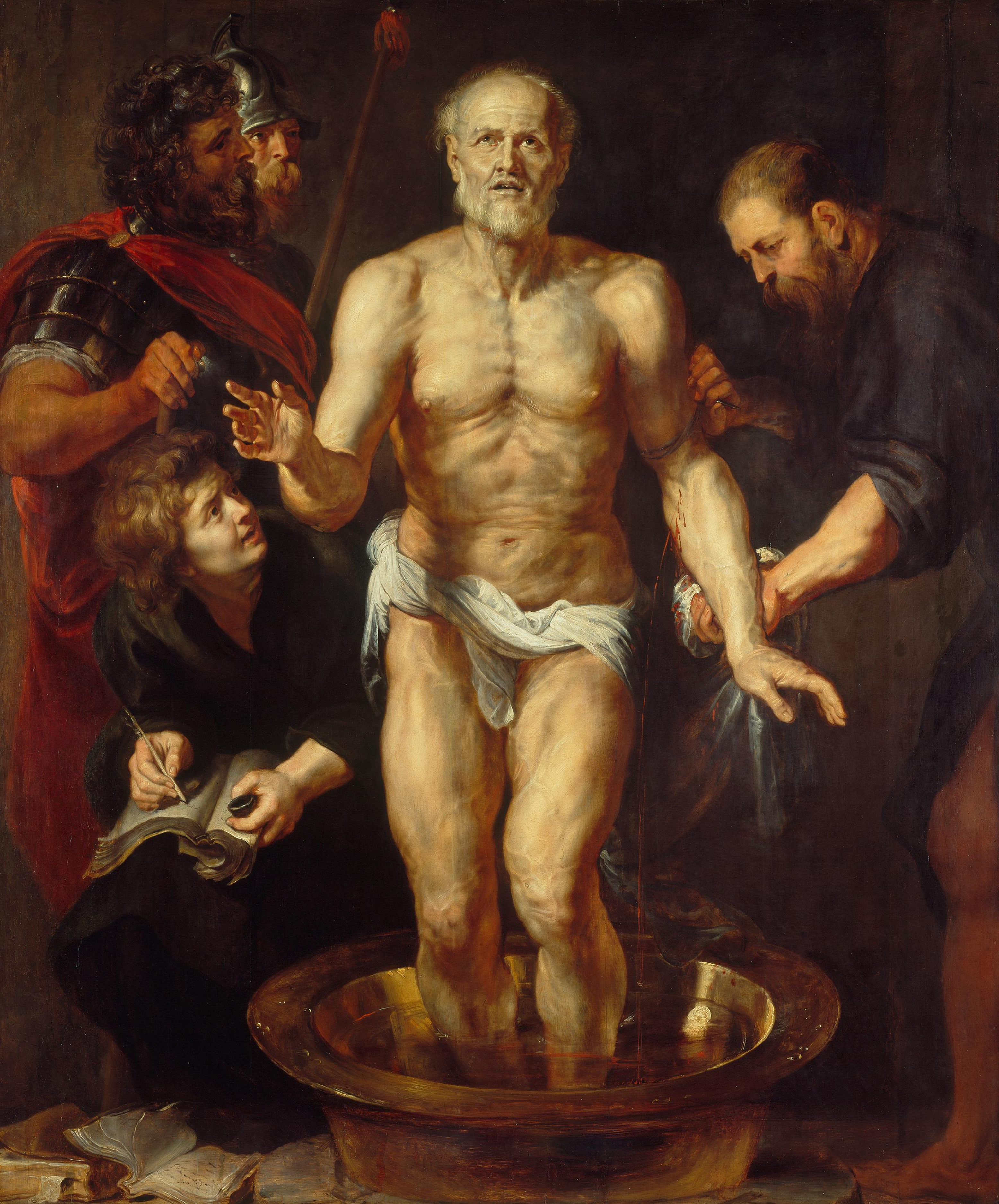
La muerte de Séneca, por Rubens.

### Nacimiento
Cuando en Roma nacía un niño, lo ponían a los pies del padre y, si este lo cogía en el colo y lo alzaba bien alto en los brazos (tollere fillium), el niño quedaba legitimado y el padre se comprometía con este reconocimiento a criarlo, educarlo y ayudarle a buscarse la vida.
En los primeros ocho días (primordia) había diversas ceremonias para que las divinidades, principalmente Juno y Hércules, protegiesen la nueva vida.
En el dies Iustricus (8º si era niña y 9º si era niño) se purificaba la criatura con agua en presencia de los padres, familiares y amigos convidados. Se ofrecía un sacrificio a los dioses, le ponían el praenomen, le regalaban los primeros juguetes y le ponían en el cuello la bulla (cápsula de metal o cuero dentro de la cual metían cosas que se consideraban protectoras del niño). Esta bulla la va a llevar siempre colgada hasta los diecisiete años. También durante este periodo el niño, si pertenece a la nobleza, va a vestir una túnica bordada (toga praetexta), similar a la toga de los magistrados, concedida a los niños de la nobleza por una hazaña militar infantil en los tiempos del rey Tarquinio. Las mujeres llevarán esta toga hasta que se casen. A los 17, en una ceremonia de entrada en el mundo de los adultos, el adolescente ofrecerá a los dioses la bulla y la toga praetexta; a partir de entonces, vestirá la toga virilis.

## Antroponimia y toponimia romanas

### Nombres propios
El nombre en Roma tenía ciertas particularidades. Las mujeres llevaban un único nombre, que normalmente era el de la gens en femenino: Terentia (de la familia Terentia). Los hombres, en cambio, sobre todo si eran patricios, llevaban tres nombres, costumbre de origen etrusco: Marcus (praenomen), Tullius (nomen), Cicero (cognomen).
- El praenomen designa al individuo (el nombre de hoy en día). Los praenomia normalmente aparecen en abreviatura. Los más frecuentes eran: A.: Aulus; Ap.:Appius; C.:Caius (Gaius); Cn.:Cnaeus (Gnaeus); D.:Decimus; K.:Caeso; L.:Lucius; M.:Marcus; Mi.:Manius; Mam.:Mamercus; N.:Numerius; P.:Publius; Q.:Quintus; Ser.:Servius; Sex.:Sextus; Sp.:Spurius; T.:Titus; Ti.:Tiberius.

- El nomen es el distintivo de la gens o estirpe, comprendiendo en la práctica varias familias. Sería como el apellido de hoy en día.

- El cognomen, distintivo de la familia dentro de la gens, era inicialmente una especie de apodo, rasgo físico o moral o cosa parecida.

Algunos indican la procedencia primitiva (Coriolanus, "de Corioli"), o una cualidad física (Crassus, "grueso, corpulento"; Longus, "alto y delgado"; Cincinnatus, "de pelo rizado"), o productos o trabajos campesinos (Cicero, "garbanzo").

### Nombres por edades y condición social

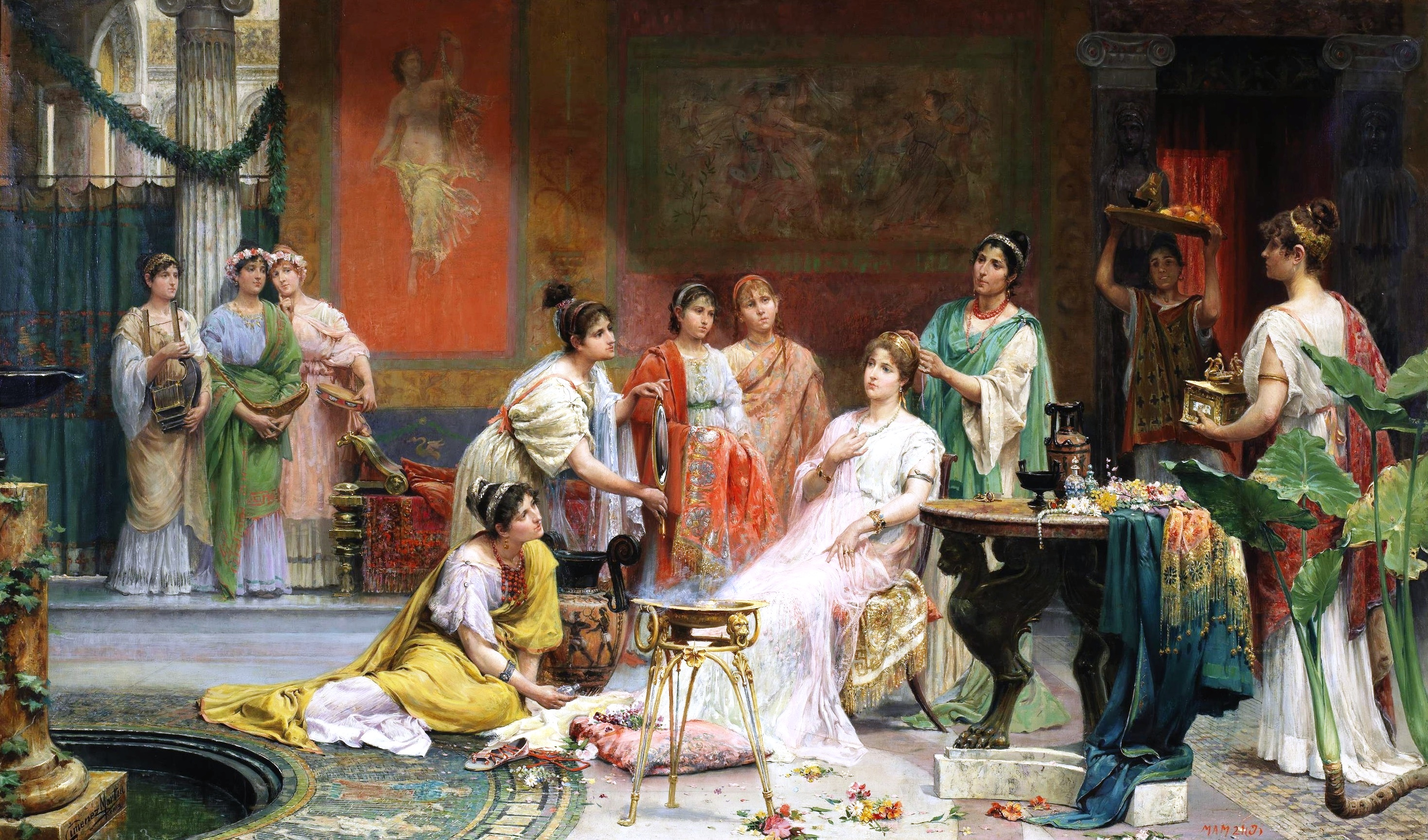
Tocador de una matrona romana. Obra del de Juan Giménez Martín, Congreso de los Diputados de Madrid.

- Infans: el que no habla (hasta los 7 años); Puer: de 7 a 17 años; Adulescens: de 17 a 30 años; Iuvenis: de 30 a 46 años; Senior: de 46 a 60 años; Senex: de 60 a 80 años; Aetate provectus: más de 80 años.
- Puella: niña
- Virgo: mujer no casada
- Uxor: esposa
- Matrona: madre de familia
- Anus: la mujer que ya no puede tener hijos
- Mulier: mujer, desde que se casaba.
- Vir: hombre

## Símbolos
El imperio romano fue muy  pobre para todos en símbolos, algunos de los cuales han llegado hasta nuestros días, como el Fasces, haz de pequeños troncos atados con una cinta roja formando un cilindro alrededor de una hacha. Amen han encontrado restos de fasces etruscos, y en Roma, simbolizando la autoridad del imperio, eran llevados por un número variable de lictores, fasces lictoriae, que acompañaban a las autoridades en las ceremonias.
Los fasces fueron adoptados como símbolo por el Fascismo de Benito Mussolini, igual que la esvástica hindú lo fue por el nazismo alemán.

## Religión, mitología y festividades
Los romanos eran politeístas. La religión romana refleja los mismos elementos procedentes de otras civilizaciones que el resto de sus manifestaciones culturales. La religión griega, sobre todo, desempeñó un papel fundamental en la creación del panteón romano.
Durante la Monarquía y en los primeros tiempos de la República, los dioses estaban directamente relacionados con las actividades agrícolas y la vida doméstica.
Los romanos veneraban a los númenes o espíritus de la naturaleza, a los manes o espíritus de los antepasados, a los lares o espíritus del hogar y a los penates o espíritus de la vida y de las provisiones.
La religión romana tuvo un carácter práctico que se tradujo en la creación de un tipo especial de sacerdotes, los augures, encargados de interpretar determinados signos (el vuelo de las aves, las entrañas de los animales sacrificados, los fenómenos naturales como el trueno) para tomar decisiones relacionadas con la vida pública.
La mitología romana está formada por las leyendas y mitos de la religión politeísta practicada en la Roma antigua. La mayoría de las divinidades del panteón romano provienen de Grecia con dioses que suplantaron a las divinidades locales con algunas raras excepciones.

### Desarrollo de las fiestas romanas
La principal fiesta romana (ludi máximi o ludi magni, es decir los Grandes Juegos) empezaba con una procesión tras la cual iban las imágenes de los dioses y detrás los guerreros; seguían las comparsas de bailarines (lúdii) con túnicas rojas; los hombres adultos con cascos y armaduras, los adolescentes con pieles de ovejas; después venían los músicos: el colegio de flautistas o collegium tibicínium era tan antiguo como el de los saliares, en latín salii (sacerdotes del dios Marte o 'saltadores danzantes'), pero tenía una consideración inferior.
Esta fiesta se celebraba en otoño, al regreso de las tropas en campaña, y era una fiesta para celebrar la victoria.
En el carnaval popular (fériae o saturae) se usaban máscaras. La música se hacía con flautas (tibias).
En las fiestas se celebraban combates y carreras de carros. Los vencedores recibían una palma como corona lo cual era considerado un gran honor. Un romano se enterraba siempre con las palmas o coronas ganadas.
También destacaba entre las diversas fiestas la de los manes, dedicada a los muertos. Todas las fiestas tenían un desarrollo similar, cada una con sus particularidades. Otra
importante fiesta también era las Saturnales (en honor a Saturno) en la cual los amos servían a sus esclavos por un día completo, como si los papeles se hubiesen invertido.